# Plan para establecer uniformidad en las monedas, pesos y medidas de los Estados Unidos
El "Plan para establecer uniformidad en las monedas, pesos y medidas de los Estados Unidos" fue un informe enviado a la Cámara de Representantes, el 13 de julio de 1790, por el Secretario de Estado de los Estados Unidos Thomas Jefferson.
En el Primer Congreso de los Estados Unidos, que se reunió en 1789 cuando el sistema métrico decimal aún no se había desarrollado en Francia, el sistema de unidades que se utilizaría en los Estados Unidos fue un punto de discusión. Según la Constitución (artículo I, sección 8), el Congreso tiene el derecho constitucional de decidir sobre un estándar de pesos y medidas. El 2 de enero de 1790, George Washington instó al Congreso a abordar la necesidad del sistema uniforme de pesos y medidas, y el 15 de enero de 1790, la Cámara de Representantes solicitó a Thomas Jefferson que elaborara un plan.
El dólar decimal ya se había acordado en principio en 1785, pero no se implementaría hasta después de la aprobación de la  Ley de acuñación en 1792. Después de la correspondencia con William Waring y otros, Jefferson propuso dos sistemas de unidades a mediados de 1790. El primero fue evolutivo y se basó en el refinamiento de las definiciones de las unidades del sistema inglés existente, así como en la simplificación de su relación entre sí. El segundo sistema fue revolucionario, y se basó en unidades unidas por potencias de diez, muy similar al sistema métrico decimal que se propondría en Francia. Las unidades base de longitud, masa y volumen en el sistema revolucionario de Jefferson (llamado pie, onza y fanega, respectivamente) eran relativamente similares en tamaño a sus contrapartes preexistentes y llevaban nombres idénticos, aunque la forma en que lo hacían se definieron fue muy diferente.
La propuesta de Jefferson fue el primer sistema decimal de pesos y medidas totalmente integrado y con base científica del mundo.

## La base del péndulo de segundos
En coordinación con científicos de Francia, Jefferson seleccionó el péndulo de segundos a 45 ° de latitud como referencia básica. Por razones técnicas, propuso usar una varilla uniforme como péndulo en lugar de un péndulo tradicional. El péndulo se estimó en 39.14912 pulgadas inglesas de largo (que en ese momento aún no se definía exactamente como 25.4; mm, por supuesto), o 1.5 veces el de una varilla vibratoria (58.72368 pulgadas).
| base             | péndulo             | varilla vibrante | pie        |
| ---------------- | ------------------- | ---------------- | ---------- |
| original         | 39.14912 in         | 58.72368 in      | 304.801 mm |
| péndulo ideal    | 36 in = 3 ft = 1 yd | 54 in            | 331.463 mm |
| caña ideal       | 40 in               | 60 in = 5 ft     | 298.317 mm |
| varilla práctica | 39.16 in            | 58.75 in         | 304.664 mm |
| moderno          | 39.13198 in         | 58.69796 in      | 304.8 mm   |

## Propuesta más tradicional
En el enfoque evolutivo, el pie debía derivarse de estas longitudes mediante un factor entero simple, que sería tres (péndulo) o cinco (varilla), es decir, alargándolo del valor tradicional de aproximadamente 324 mm en un poco más de 1 pulgada o acortándolo en aproximadamente un cuarto de pulgada a ca. mm. Para fines prácticos, quería que la varilla tuviera 58¾ pulgadas (nuevas) de largo, un aumento de menos del 0,045%.
Para las unidades de masa, la onza como base sería igual al peso de una milésima de pie cúbico de agua de lluvia a temperatura estándar.
| línea           | línea                   | 587 1⁄5 en varilla estándar        |   |         |         |            |
| pulgada         | pulgada                 | = 10 líneas                        |   |         |         |            |
| raíz            | raíz                    | = 12 pulgadas                      |   |         |         |            |
| yardas          | yardas                  | = pies                             |   |         |         |            |
| ana             | ana                     | = 3¾ pie                           |   |         |         |            |
| braza           | braza                   | = 6pies                            |   |         |         |            |
| percha, poste   | percha, poste           | = 5½ yardas                        | - | furlong | furlong | = 40 polos |
| milla           | milla                   | = 8 estadios                       |   |         |         |            |
| liga            | liga                    | = 3 millas                         |   |         |         |            |
| Área            |                         |                                    |   |         |         |            |
| cruz            | cruz                    | = 40 polos cuadrados               |   |         |         |            |
| acre            | acre                    | = 4 roods                          |   |         |         |            |
| Volumen         |                         |                                    |   |         |         |            |
| dry             | liquid                  |                                    |   |         |         |            |
| branquia        | branquia                | = ¼ de pinta                       |   |         |         |            |
| medio litro     | medio litro             | = ½ cuarto                         |   |         |         |            |
| cuarto de galón | cuarto de galón         | = ½ olla                           |   |         |         |            |
| olla            | olla                    | = ½ galón                          |   |         |         |            |
| galón           | galón                   | = 270 pulgadas cúbicas             |   |         |         |            |
| picotear        |                         | = 2 galones                        |   |         |         |            |
| bushel          | firkin                  | = 4 picotazos                      |   |         |         |            |
| Huelga          | kilderkin               | = 2 bushels o firkins              |   |         |         |            |
| coomb           | barril                  | = 2 huelgas o kilderkins           |   |         |         |            |
| trimestre       | pipa                    | = 2 coombs o barriles              |   |         |         |            |
|                 | tierce                  | = 4/3 cabeza de cerdo              |   |         |         |            |
|                 | tubo, trasero, puncheon | = 2 cabezas de cerdo               |   |         |         |            |
| tonelada        | tonelada                | = 2 tubos = 3 tierces = 4 quarters |   |         |         |            |
| Mass            |                         |                                    |   |         |         |            |
| grano           | grano                   | = 1/24 pennyweight                 |   |         |         |            |
| pennyweight     | pennyweight             | = 1/18 onza                        |   |         |         |            |
| onza            | onza                    | = 1/1000 mH2O(1 cubic foot)        |   |         |         |            |
| libra           | libra                   | = 16 onzas                         |   |         |         |            |

Aunque el rundlet se menciona como una medida existente para líquidos equivalente a un kilderkin, se omitió de la lista de redefiniciones.

## Sistema decimal basado en el pie
El sistema decimal propuesto por Jefferson precedió a la adopción en Francia del sistema métrico decimal, aunque ambos se desarrollaron simultáneamente. En Francia, el metro debía definirse como la décima millonésima parte de un arco entre el Polo Norte y el ecuador. El sistema de Jefferson se basaba en la longitud de una varilla que oscilaba en segundos a 45 grados de latitud, con el pie definido como una quinta parte de la longitud de dicha varilla. Similar al sistema francés, Jefferson propuso un sistema de unidades vinculadas directamente por potencias de diez. Sin embargo, el sistema de Jefferson no utilizó el concepto de prefijos, que eran de gran importancia en el sistema francés. En cambio, los nombres de las unidades antiguas se trasladaron al nuevo sistema para múltiplos decimales de las unidades base, dándoles nuevos valores.
Afirmando el valor de una reforma tan profunda del sistema existente de pesos y medidas, el informe declaró:

Pero si se piensa que, ya sea ahora o en cualquier momento futuro, los ciudadanos de los Estados Unidos pueden verse inducidos a emprender una reforma completa de todo su sistema de medidas, pesos y monedas, reduciendo cada rama a la misma proporción decimal ya establecido en sus monedas, y así llevar el cálculo de los principales asuntos de la vida dentro de la aritmética de todo hombre que sepa multiplicar y dividir números simples, serán necesarios mayores cambios.

## Desarrollos posteriores
En virtud de la Constitución de los Estados Unidos, artículo 1, sección 8, el Congreso tendrá la facultad de "acuñar dinero, regular el valor del mismo y de la moneda extranjera, y fijar la norma de pesos y medidas". En su primer mensaje anual al Congreso (lo que más tarde se denominó "Discurso sobre el estado de la Unión es") el 8 de enero de 1790 (unos meses antes del informe de Jefferson a la Cámara de Representantes), George Washington  declaró, "La uniformidad en la moneda, pesos y medidas de los Estados Unidos es un objeto de gran importancia y, estoy convencido, será debidamente atendido".
Washington repitió llamados a la acción similares en su segundo Y tercero mensajes anuales (según el informe de Jefferson). La propuesta decimal de Jefferson contó con el apoyo de Alexander Hamilton, James Madison, James Monroe y George Washington.  Robert Morris fue un poderoso oponente de la propuesta. A fines de 1791, el Senado nombró un comité para informar sobre el tema y hacer recomendaciones. El comité informó en abril de 1792, respaldando unánimemente el sistema decimal de Jefferson. El Senado tardó en actuar al respecto y si bien retrasaron los eventos en Francia complicó el tema. Aunque los científicos franceses que trabajaban en un sistema decimal habían apoyado originalmente el uso del péndulo de los segundos como base científica, y Jefferson había hecho coincidir deliberadamente su propuesta del péndulo de los segundos con la francesa, basándose en una medición en la latitud de París, los franceses decidieron utilizar el péndulo de los segundos. longitud de un  meridiano de la Tierra en lugar de un péndulo de segundos. Este y otros desarrollos cambiaron lo que había prometido ser un sistema desarrollado internacionalmente en un proyecto estrictamente francés. Jefferson escribió: "El elemento de medida adoptado por la Asamblea Nacional (Asamblea Nacional (Revolución Francesa)) excluye,  ipso facto , a todas las naciones de la tierra de una comunión de medida con ellos".
El Senado continuó considerando las dos propuestas de Jefferson, junto con una serie de nuevas propuestas, durante varios años. En 1795, la Cámara aprobó un proyecto de ley titulado "Una ley por la que se dirigen ciertos experimentos para determinar los estándares uniformes de pesos y medidas para los Estados Unidos" y el comité del Senado lo aprobó, pero el último día de la sesión el Senado dijo que consideraría el proyecto de ley durante la próxima sesión. El proyecto de ley nunca se retomó. En 1795, la Guerra de los Indios del Noroeste, que durante años había impedido la prospección y venta de tierras en el Territorio del Noroeste llegó a su fin. Una fiebre por la tierra de colonos, agrimensores, ocupantes ilegales y otros entraron rápidamente en la región y el gobierno federal tuvo una repentina e intensa necesidad de establecer un método para inspeccionar y vender tierras. El 18 de mayo de 1796, el Congreso aprobó "una ley para la venta de tierras de los Estados Unidos en el territorio al noroeste del río Ohio y sobre la desembocadura del río Kentucky". Esta ley definió un sistema de cuadrícula de levantamiento de 6 millas cuadradas  municipios dividido en  secciones de 1 milla cuadrada, siendo la unidad de definición el  cadena, específicamente Cadena de Gunter. Esta fue la primera unidad de medida designada como ley por el Congreso. Esta ley y la forma en que definió la cuadrícula de la encuesta puso fin al debate sobre el sistema decimal de Jefferson.

## Orígenes
La propuesta de William Waring del 30 de enero de 1790 fue decimalizado de manera similar a la propuesta más radical de Jefferson, pero introduce muchos nombres nuevos para las unidades y su base es el péndulo de segundos ecuatoriales, es decir, determinado a 0 ° no a 45 °, llamado pend o ell federal. Un "galón federal" de 0,004 pendientes cúbicos, es decir, un poco menos de  4 litros y, por lo tanto, de tamaño similar al galón de vino inglés, se sugiere como una base más tradicional para las medidas líquidas. ; y 9 galones de este tipo, ya que casi igual a un  bushel de Winchester, o, más sistemáticamente, 10 galones formarían la base para medidas secas. Inspirado por el sistema Avoirdupois que define 1 pie cúbico de agua para pesar 1000 onzas, de las cuales hay 16 por libra, Waring sugiere una "libra federal" de media mano cúbica de agua, que sería poco de  0,5 kg.